# Eye of the hurricane
Eye of the hurricane is een studioalbum van Ilse DeLange. DeLange had als opvolger van Live in Gelredome al bijna een opvolger klaar. Gedurende de opnamen en productie  overleed haar vader (januari 2012) en ze vond de toen opgenomen muziek niet meer bij haar stemming passen. Ze begon opnieuw. In mei 2012 werd bekend dat DeLange zou komen met Eye of the hurricane toen de single Hurricane uitkwam. DeLange zong Hurricane op 3 juni bij Eva Jinek op Zondag. Op 12 september 2012 werd het album uitgebracht, dit werd groots gevierd in de Gelredome, waarbij tevens een concert plaatsvond. Op 17 september 2012 haalde het album al de gouden status met 25.000 verkopen. Woensdag 19 september promootte DeLange het album bij Giel! en op 22 september 2012 was zij de eerste artiest in het nieuwe muziekprogramma Toppop3.
DeLange nam het album in de Wisseloord Studio op, een unicum, want haar eerdere albums werden buiten Nederland opgenomen. Ook nieuw was, dat het album met musici uit haar eigen band is opgenomen. Dit album is het eerste album dat DeLange alleen heeft geproduceerd. De hoes is een foto van modefotograaf Paul Bellaart.
DeLange vertelde dat de plaat niet alleen maar moest gaan over haar verlies. Time Will Have to Wait, I Need for You en We Are One zijn zoals DeLange het noemt de 'steunpilaren' van het album. Time Will Have To Wait en We Are One zijn geschreven voor haar vader, I Need For You is geschreven voor haar moeder.

## Muziek
| Nr. | Titel                                               | Duur |
| --- | --------------------------------------------------- | ---- |
| 1.  | Hurricane                                           | 3:47 |
| 2.  | Dance on the heartbreak                             | 3:48 |
| 3.  | Learning to swim                                    | 3:19 |
| 4.  | Space cowboy                                        | 5:12 |
| 5.  | Magic                                               | 3:34 |
| 6.  | Time will have to wait (geschreven voor haar vader) | 4:06 |
| 7.  | I need for you                                      | 4:38 |
| 8.  | Fold this world                                     | 3:22 |
| 9.  | We are diamonds                                     | 4;14 |
| 10. | Just kids                                           | 3:45 |
| 11. | We are one                                          | 4:05 |
| 12. | Winter of love                                      | 3:55 |

## Credits
Musicians:

Bart Vergoossen: Drums, percussion, programming

Aram Kersbergen: Bass

Arnold van Dongen: Acoustic & Electric guitars	

Martijn van Agt: Acoustic & electric guitars, banjo, mandolin

Will Maas: keyboards, synths

Dedre Twiss & Caroline Dest: Background vocals on “Learning to swim”

Ilse DeLange: lead vocals and Background vocals

Background vocals on track 5, 9,10: Bart, Aram, Arnold, Martijn, Will, Dedre, Caroline, Ilse.

Additional musicians:

Ronald Kool: keyboards, synths

Hans Vroomans: piano on: “We are one”, “Time will have to wait”.

Paul Franklin: Steelguitar on “Space Cowboy”

Tony Harrell: piano on “I need for you”

Nate Campany: additional programming on “I need for you”

James Walsh: Background vocals on “Hurricane”

Paul Buckmaster: Strings arrangements, orchestration and conducting.

Kristin Wilkinson: String Section Contractor, Pamela Sixfin: Violin, Concertmaster (1st Violin), David Angell: Violin, Mary Kathryn VanOsdale: Violin, David Davidson: Violin, Wei Tsun Chang: Violin, Karen Winkelmann: Violin, Monisa Angell: Viola, Kristin Wilkinson: Viola, Anthony LaMarchina: Cello Sari Reist: Cello, Copying (Los Angeles): Dwight Mikkelsen, Caryn Rasmussen, David Horne; Suzie Katayama, Supervisor.

Produced by: Ilse DeLange

Co-produced by: Bart Vergoossen and Csaba Petocz

Recorded and mixed by: Csaba Petocz at Wisseloord studios, Hilversum, the Netherlands

2nd Engineer, ProTools Operator/Editor: Lukas Morawski

Strings recorded by: Joe Costa, Assistant Engineer, ProTools Operator/Editor: Leslie Richter, Studio Assistants: Jesse Scott and Jim Zirkle, Recorded at Ben Folds Studio.

Additional recordings on “Hurricane”: Attie Bouw. Background vocals recorded at Kensaltown studios by Ainsley Adams. Co-production on Hurricane: Nate Campany

Editing by: Lars Fox, Lukas Morawski.

Photography: Paul Bellaart

Styling: Anouk van Griensven

Make-up: Kathinka Gernant

Hair: Ilham Mestour

Artwork Design: Rens Dekker

## Hitnoteringen

### NederlandseAlbum Top 100
| Hitnotering (week 1 t/m 38): 22-09-2012 t/m 08-06-2013 Hitnotering (week 39 t/m 41): 29-06-2013 t/m 13-07-2013 Hitnotering (week 42): 27-07-2013 Hitnotering (week 43 t/m 45): 17-08-2013 t/m 31-08-2013 | Hitnotering (week 1 t/m 38): 22-09-2012 t/m 08-06-2013 Hitnotering (week 39 t/m 41): 29-06-2013 t/m 13-07-2013 Hitnotering (week 42): 27-07-2013 Hitnotering (week 43 t/m 45): 17-08-2013 t/m 31-08-2013 | Hitnotering (week 1 t/m 38): 22-09-2012 t/m 08-06-2013 Hitnotering (week 39 t/m 41): 29-06-2013 t/m 13-07-2013 Hitnotering (week 42): 27-07-2013 Hitnotering (week 43 t/m 45): 17-08-2013 t/m 31-08-2013 | Hitnotering (week 1 t/m 38): 22-09-2012 t/m 08-06-2013 Hitnotering (week 39 t/m 41): 29-06-2013 t/m 13-07-2013 Hitnotering (week 42): 27-07-2013 Hitnotering (week 43 t/m 45): 17-08-2013 t/m 31-08-2013 | Hitnotering (week 1 t/m 38): 22-09-2012 t/m 08-06-2013 Hitnotering (week 39 t/m 41): 29-06-2013 t/m 13-07-2013 Hitnotering (week 42): 27-07-2013 Hitnotering (week 43 t/m 45): 17-08-2013 t/m 31-08-2013 | Hitnotering (week 1 t/m 38): 22-09-2012 t/m 08-06-2013 Hitnotering (week 39 t/m 41): 29-06-2013 t/m 13-07-2013 Hitnotering (week 42): 27-07-2013 Hitnotering (week 43 t/m 45): 17-08-2013 t/m 31-08-2013 | Hitnotering (week 1 t/m 38): 22-09-2012 t/m 08-06-2013 Hitnotering (week 39 t/m 41): 29-06-2013 t/m 13-07-2013 Hitnotering (week 42): 27-07-2013 Hitnotering (week 43 t/m 45): 17-08-2013 t/m 31-08-2013 | Hitnotering (week 1 t/m 38): 22-09-2012 t/m 08-06-2013 Hitnotering (week 39 t/m 41): 29-06-2013 t/m 13-07-2013 Hitnotering (week 42): 27-07-2013 Hitnotering (week 43 t/m 45): 17-08-2013 t/m 31-08-2013 | Hitnotering (week 1 t/m 38): 22-09-2012 t/m 08-06-2013 Hitnotering (week 39 t/m 41): 29-06-2013 t/m 13-07-2013 Hitnotering (week 42): 27-07-2013 Hitnotering (week 43 t/m 45): 17-08-2013 t/m 31-08-2013 | Hitnotering (week 1 t/m 38): 22-09-2012 t/m 08-06-2013 Hitnotering (week 39 t/m 41): 29-06-2013 t/m 13-07-2013 Hitnotering (week 42): 27-07-2013 Hitnotering (week 43 t/m 45): 17-08-2013 t/m 31-08-2013 | Hitnotering (week 1 t/m 38): 22-09-2012 t/m 08-06-2013 Hitnotering (week 39 t/m 41): 29-06-2013 t/m 13-07-2013 Hitnotering (week 42): 27-07-2013 Hitnotering (week 43 t/m 45): 17-08-2013 t/m 31-08-2013 | Hitnotering (week 1 t/m 38): 22-09-2012 t/m 08-06-2013 Hitnotering (week 39 t/m 41): 29-06-2013 t/m 13-07-2013 Hitnotering (week 42): 27-07-2013 Hitnotering (week 43 t/m 45): 17-08-2013 t/m 31-08-2013 | Hitnotering (week 1 t/m 38): 22-09-2012 t/m 08-06-2013 Hitnotering (week 39 t/m 41): 29-06-2013 t/m 13-07-2013 Hitnotering (week 42): 27-07-2013 Hitnotering (week 43 t/m 45): 17-08-2013 t/m 31-08-2013 | Hitnotering (week 1 t/m 38): 22-09-2012 t/m 08-06-2013 Hitnotering (week 39 t/m 41): 29-06-2013 t/m 13-07-2013 Hitnotering (week 42): 27-07-2013 Hitnotering (week 43 t/m 45): 17-08-2013 t/m 31-08-2013 | Hitnotering (week 1 t/m 38): 22-09-2012 t/m 08-06-2013 Hitnotering (week 39 t/m 41): 29-06-2013 t/m 13-07-2013 Hitnotering (week 42): 27-07-2013 Hitnotering (week 43 t/m 45): 17-08-2013 t/m 31-08-2013 | Hitnotering (week 1 t/m 38): 22-09-2012 t/m 08-06-2013 Hitnotering (week 39 t/m 41): 29-06-2013 t/m 13-07-2013 Hitnotering (week 42): 27-07-2013 Hitnotering (week 43 t/m 45): 17-08-2013 t/m 31-08-2013 | Hitnotering (week 1 t/m 38): 22-09-2012 t/m 08-06-2013 Hitnotering (week 39 t/m 41): 29-06-2013 t/m 13-07-2013 Hitnotering (week 42): 27-07-2013 Hitnotering (week 43 t/m 45): 17-08-2013 t/m 31-08-2013 | Hitnotering (week 1 t/m 38): 22-09-2012 t/m 08-06-2013 Hitnotering (week 39 t/m 41): 29-06-2013 t/m 13-07-2013 Hitnotering (week 42): 27-07-2013 Hitnotering (week 43 t/m 45): 17-08-2013 t/m 31-08-2013 |
| Week: | 1 | 2 | 3 | 4 | 5 | 6 | 7 | 8 | 9 | 10 | 11 | 12 | 13 | 14 | 15 | 16 | 17 |
| --- | --- | --- | --- | --- | --- | --- | --- | --- | --- | --- | --- | --- | --- | --- | --- | --- | --- |
| Positie: | 1 | 3 | 4 | 4 | 5 | 8 | 10 | 9 | 11 | 18 | 16 | 21 | 24 | 19 | 19 | 15 | 16 |
| Week: | 18 | 19 | 20 | 21 | 22 | 23 | 24 | 25 | 26 | 27 | 28 | 29 | 30 | 31 | 32 | 33 | 34 |
| Positie: | 22 | 11 | 14 | 23 | 29 | 45 | 53 | 30 | 28 | 35 | 26 | 30 | 21 | 33 | 60 | 58 | 72 |
| Week: | 35 | 36 | 37 | 38 | | 39 | 40 | 41 | | 42 | | 43 | 44 | 45 | | | |
| Positie: | 92 | 79 | 82 | 77 | uit | 28 | 36 | 16 | uit | 17 | uit | 88 | 53 | 75 | uit | | |

### VlaamseUltratop 200Albums
| Hitnotering (week 1 t/m 3): 22-09-2012 t/m 06-10-2012 Hitnotering (week 4 t/m 5): 27-10-2012 t/m 03-11-2012 | Hitnotering (week 1 t/m 3): 22-09-2012 t/m 06-10-2012 Hitnotering (week 4 t/m 5): 27-10-2012 t/m 03-11-2012 | Hitnotering (week 1 t/m 3): 22-09-2012 t/m 06-10-2012 Hitnotering (week 4 t/m 5): 27-10-2012 t/m 03-11-2012 | Hitnotering (week 1 t/m 3): 22-09-2012 t/m 06-10-2012 Hitnotering (week 4 t/m 5): 27-10-2012 t/m 03-11-2012 | Hitnotering (week 1 t/m 3): 22-09-2012 t/m 06-10-2012 Hitnotering (week 4 t/m 5): 27-10-2012 t/m 03-11-2012 | Hitnotering (week 1 t/m 3): 22-09-2012 t/m 06-10-2012 Hitnotering (week 4 t/m 5): 27-10-2012 t/m 03-11-2012 | Hitnotering (week 1 t/m 3): 22-09-2012 t/m 06-10-2012 Hitnotering (week 4 t/m 5): 27-10-2012 t/m 03-11-2012 | Hitnotering (week 1 t/m 3): 22-09-2012 t/m 06-10-2012 Hitnotering (week 4 t/m 5): 27-10-2012 t/m 03-11-2012 |
| Week: | 1 | 2 | 3 | | 4 | 5 | |
| --- | --- | --- | --- | --- | --- | --- | --- |
| Positie: | 146 | 101 | 171 | uit | 175 | 192 | uit |